# Bethlehem (Pennsylvania)
Bethlehem è un comune (city) degli Stati Uniti d'America che si trova tra le contee di Lehigh e Northampton, nello Stato della Pennsylvania. La popolazione era di 74 982 persone al censimento del 2010, il che la rende la settima città più popolosa dello stato, dietro Filadelfia, Pittsburgh, Allentown, Erie, Reading, e Scranton. Di questi, 55 639 abitavano nella contea di Northampton, e 19 343 nella contea di Lehigh. Il comune prende il nome dalla città di Betlemme (Bethlehem in inglese).

## Geografia fisica
Secondo lo United States Census Bureau, ha un'area totale di 19,4 mi² (50,25 km²).
Bethlehem si trova circa 50 miglia (80 km) a nord di Filadelfia e circa 80 miglia (130 km) ad ovest di New York.

## Società

### Evoluzione demografica
Secondo il censimento del 2010, c'erano 74 982 persone.

### Etnie e minoranze straniere
Secondo il censimento del 2010, la composizione etnica della città era formata dal 76,4% di bianchi, il 6,9% di afroamericani, lo 0,3% di nativi americani, il 2,9% di asiatici, lo 0,0% di oceanici, il 10,0% di altre razze, e il 3,4% di due o più etnie. Ispanici o latinos di qualunque razza erano il 24,4% della popolazione.